# Milena Canonero

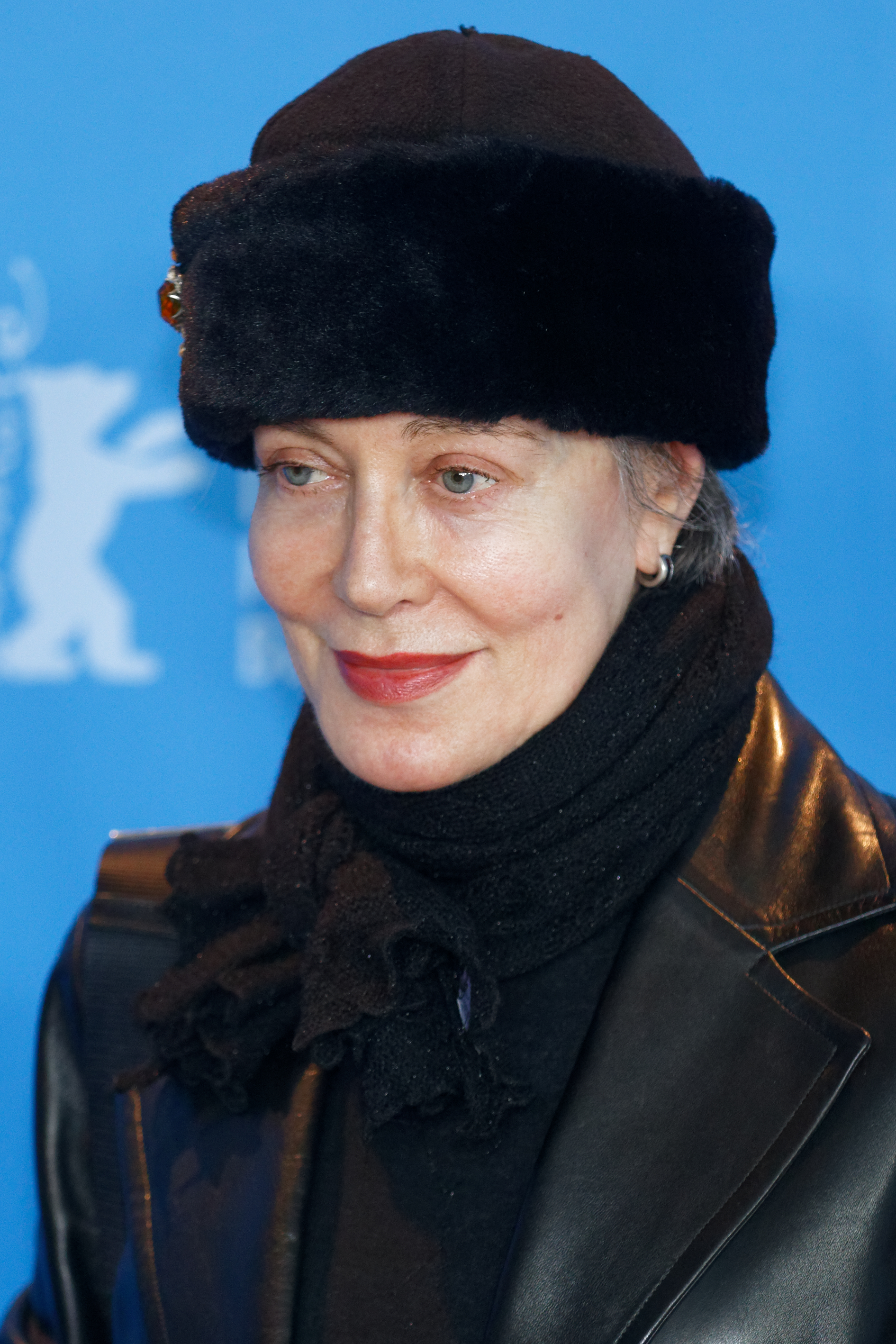
Milena Canonero (2017)

Milena Canonero (* 1. Januar 1946 in Turin; nach anderen Angaben 1. Januar 1942) ist eine italienische Kostümdesignerin. Canonero war in den Jahren 1975 bis 2015 neunmal für den Academy Award nominiert, viermal konnte sie den Preis gewinnen.

## Leben
Milena Canonero wuchs in einem französischen Konvent auf. Sie studierte Kunstgeschichte und Kostümdesign in Genua und London. Ihre ersten praktischen Erfahrungen sammelte sie an der Seite von Vittorio de Sica. Später wirkte sie auch an der New Yorker Metropolitan Opera. Milena Canonero gestaltete vielfach Kostüme für Inszenierungen von Otto Schenk bei den Salzburger Festspielen und an der Wiener Staatsoper, u. a. für Die Fledermaus (1979) und Andrea Chénier (1981). Auch die Opernsängerin Kiri Te Kanawa trug in Aufführungen Canonero-Kreationen. Ende der 1960er Jahre ging Milena Canonera nach England, wo sie über den (damaligen) Kurzfilmregisseur Hugh Hudson Kontakt zur Filmbranche knüpfte.
In London lernte sie den Regisseur Stanley Kubrick kennen, der sie 1970 für seinen Film Uhrwerk Orange engagierte. Vier Jahre später arbeitete Canonero wieder mit Kubrick zusammen und entwarf gemeinsam mit Ulla-Britt Söderlund die 1976 mit dem Academy Award ausgezeichneten Kostüme für Barry Lyndon. In den 1980er Jahren prägte Canonero den Kleidungsstil in der Fernsehserie Miami Vice. 2010 entwarf sie die Kostüme für die Neuinszenierung der Puccini-Oper Tosca an der Münchner Staatsoper.
Canonero ist mit dem Schauspieler Marshall Bell verheiratet und lebt im kalifornischen West Hollywood.
Bei der 67. Berlinale im Jahr 2017 wird Canonero die Sektion Hommage gewidmet und von ihr ausgestattete Filme wie Barry Lyndon, The Grand Budapest Hotel oder Der Pate III gezeigt. Zudem wurde sie mit dem Goldenen Ehrenbären für ihr Lebenswerk ausgezeichnet.

## Filmografie (Auswahl)
- 1971: Uhrwerk Orange (Clockwork Orange)
- 1975: Barry Lyndon
- 1980: Shining
- 1981: Die Stunde des Siegers (Chariots of Fire)
- 1984: Cotton Club
- 1985: Jenseits von Afrika (Out Of Africa)
- 1988: Tucker (Tucker: The Man and His Dream)
- 1990: Dick Tracy
- 1990: Der Pate III (The Godfather Part III)
- 1992: Weiblich, ledig, jung sucht... (Single White Female)
- 1999: Titus
- 2001: Das Halsband der Königin (The Affair of the Necklace)
- 2002: Solaris
- 2004: Ocean’s 12 (Ocean’s Twelve)
- 2006: Marie Antoinette
- 2007: Darjeeling Limited (The Darjeeling Limited)
- 2011: Der Gott des Gemetzels (Carnage)
- 2014: Grand Budapest Hotel (The Grand Budapest Hotel)
- 2016: Paris kann warten (Paris Can Wait)
- 2018: The Sisters Brothers
- 2021: The French Dispatch

## Auszeichnungen und Nominierungen (Auswahl)

### Academy Awards
- Oscarverleihung 1976: Oscar für Barry Lyndon
- Oscarverleihung 1982: Oscar für Die Stunde des Siegers
- Oscarverleihung 1986: Nominierung für Jenseits von Afrika
- Oscarverleihung 1989: Nominierung für Tucker
- Oscarverleihung 1991: Nominierung für Dick Tracy
- Oscarverleihung 2000: Nominierung für Titus
- Oscarverleihung 2002: Nominierung für Das Halsband der Königin
- Oscarverleihung 2007: Oscar für Marie Antoinette
- Oscarverleihung 2015: Oscar für Grand Budapest Hotel

### BAFTA Awards
- 1976: Nominierung, Kategorie Beste Kostüme, für Barry Lyndon
- 1982: BAFTA Award, Beste Kostüme, für Die Stunde des Siegers
- 1986: BAFTA Award, Beste Kostüme, für Cotton Club
- 1987: Nominierung, Beste Kostüme, für Jenseits von Afrika
- 1991: Nominierung, Beste Kostüme, für Dick Tracy
- 2007: Nominierung, Beste Kostüme, für Marie Antoinette
- 2015: BAFTA Award, Beste Kostüme, für Grand Budapest Hotel
- 2022: Nominierung, Beste Kostüme, für The French Dispatch

### Internationale Filmfestspiele Berlin
- 2017: Goldener Ehrenbär für ihr Lebenswerk

### Costume Designers Guild Award
- 2005: CDG Award für Die Tiefseetaucher
- 2005: Nominierung für Ocean’s 12
- 2007: Nominierung für Marie Antoinette

### Locarno Film Festival
- 2025: Vision Award[6]